# 郭鶚翔
郭鶚翔（1839年—1907年），名杏林，字鶚翔，號薦秋，台灣澎湖廳東西澳媽宮社東甲人（今澎湖縣馬公市），同治庚午科（大清同治九年、1870年）舉人，澎湖文石書院第35任山長，以字行於當世，清領時期澎湖第四位舉人，亦是最後一位，故又稱末代舉人。:100

## 生平
郭鶚翔祖上郭其讀原籍福建漳州府龍溪，約莫於乾隆中葉因經商徙澎。郭鶚翔生於道光十九年（1839年），為遷澎第四代子孫，其出生於媽宮東甲為澎湖地區文風鼎盛之處，曾出過多名秀才，僅郭家一門便包括其父郭朝勳（名媽建）、堂伯父郭朝熙（名媽喜）以及胞弟郭健秋等在內，首位媽宮舉人鄭步蟾亦出身於媽宮東甲，故當時有「東甲好筆尾」之美譽流傳。
郭鶚翔幼承庭訓使然，聰敏勤學，惟當年因澎湖交通不便，應試時受舟車勞頓之苦，遲至32歲才中榜，為同治九年（1870年）庚午科趙啟植榜第62名的舉人。:103-106同治十年（1871年），郭鶚翔在中舉第二年即出任文石書院第35任山長。
光緒元年（1875年），東甲北極殿發起重修，當時鳩資主導的有鄉紳高其華（後出任清代武官千總），媽宮舉人鄭步蟾以及郭鶚翔三人，為東甲北極殿建廟有史以降，首度非由官方主導的重建工程。:114
光緒十年（1884年），台灣清法戰事（西仔反）起，澎湖為戒備法軍入侵，郭鶚翔曾偕其他澎湖士紳頭人蔡玉成、黃濟時等奉朝廷諭令操辦團練，共同保衛鄉里、抵禦外侮。在法軍撤退後，因媽宮城隍廟外觀受損，郭鶚翔亦出面募款重建廟宇，相關事蹟載錄於時任（代理）澎湖通判程邦基所撰的「重修城隍廟碑記」之中。:104
光緒十五年（1889年）赴往彰化縣，出任臺灣府儒學教授，光緒十七年（1891年）調任臺灣縣的儒學訓導。光緒十八年（1892年），金門舉人林豪應時任澎湖通判潘文鳳之聘重修《澎湖廳志》，在翌年刊行之前，郭鶚翔曾參與修撰、校正的工作，對澎湖文、武兩途可謂貢獻殊勝。
光緒廿一年（1895年），馬關條約之後台灣、澎湖地區逢清日易幟，郭鶚翔因不願接受日本帝國統治，從彰化縣攜眷悉數遷往祖籍福建省漳州府居住。光緒卅一年（明治卅八年、1905年），郭鶚翔曾短暫返澎，與胞弟郭健秋（字鶚騰）協分家產，延請時任媽宮街長鄭步雲見證，並在當年九月十八日留下「詒我孫謨」之著名分家文件。:100-104
光緒卅三年（1907年），郭鶚翔病逝於福建後，其子孫即舉家遷返澎湖定居。:105

## 其他
- 郭鶚翔於家書之中署名為郭臨。[2]
- 郭鶚翔曾在東甲北極殿題有楹聯，但因於第二次世界大戰期間，東甲北極殿遭美軍轟炸，已焚毀不存：[2]:104-105

光緒乙亥年季秋之月落成
胡然帝胡然天儼帝天而共凜
美哉輪美哉奐合輪奐以重新——大挑教諭庚午科鄉進士里人郭鶚翔敬獻

## 家族
- 郭鶚翔元配鄭氏佩，乃鄭步蟾之妹，兩人生有三子，二子郭光烈則娶鄭步蟾女兒鄭氏滿為妻，鄭郭兩家可謂親上加親。[2]
- 郭鶚翔之弟郭健秋（字鶚騰），在日治時期因應文石書院改制為澎湖孔子廟，出任管理員一職。[2]今澎湖天后宮正殿楹聯之一，董事有落款「郭鶚騰」之名。
- 郭鶚翔姪孫郭石頭（1900年－1963年）[2]:108，曾當選澎湖縣議員及多屆省議員，二次戰後在澎湖政壇上極有影響力。[12]